# Marinette
Marinette è una città degli Stati Uniti d'America, situata in Wisconsin, nella Contea di Marinette, della quale è anche il capoluogo.
È sede di "Fincantieri Marinette Marine".